# Zářecká Lhota
Zářecká Lhota település Csehországban, az Ústí nad Orlicí-i járásban. Zářecká Lhota Choceň, Oucmanice, Mostek, Svatý Jiří, Kosořín és Brandýs nad Orlicí településekkel határos. Lakosainak száma 208 fő (2024. január 1.).

## Népesség
A település lakosságának változását az alábbi diagram mutatja:
| Lakosok száma | 228  | 194  | 183  | 175  | 154  | 183  | 195  | 216  | 208  | 208  |
|               | 1869 | 1900 | 1921 | 1961 | 1980 | 2011 | 2016 | 2019 | 2021 | 2024 |